# Catasetum macrocarpum
Catasetum macrocarpum (tên tiếng Anh là Large-fruited Catasetum) là một loài phong lan. Trong tiếng Anh nó thường được gọi là the Monkey Goblet và Monk's Head Orchid.

## Hình ảnh

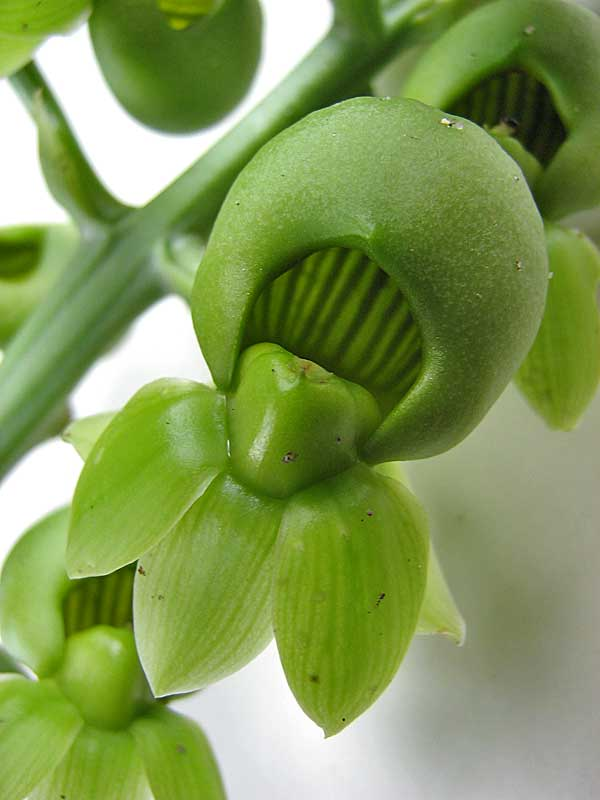
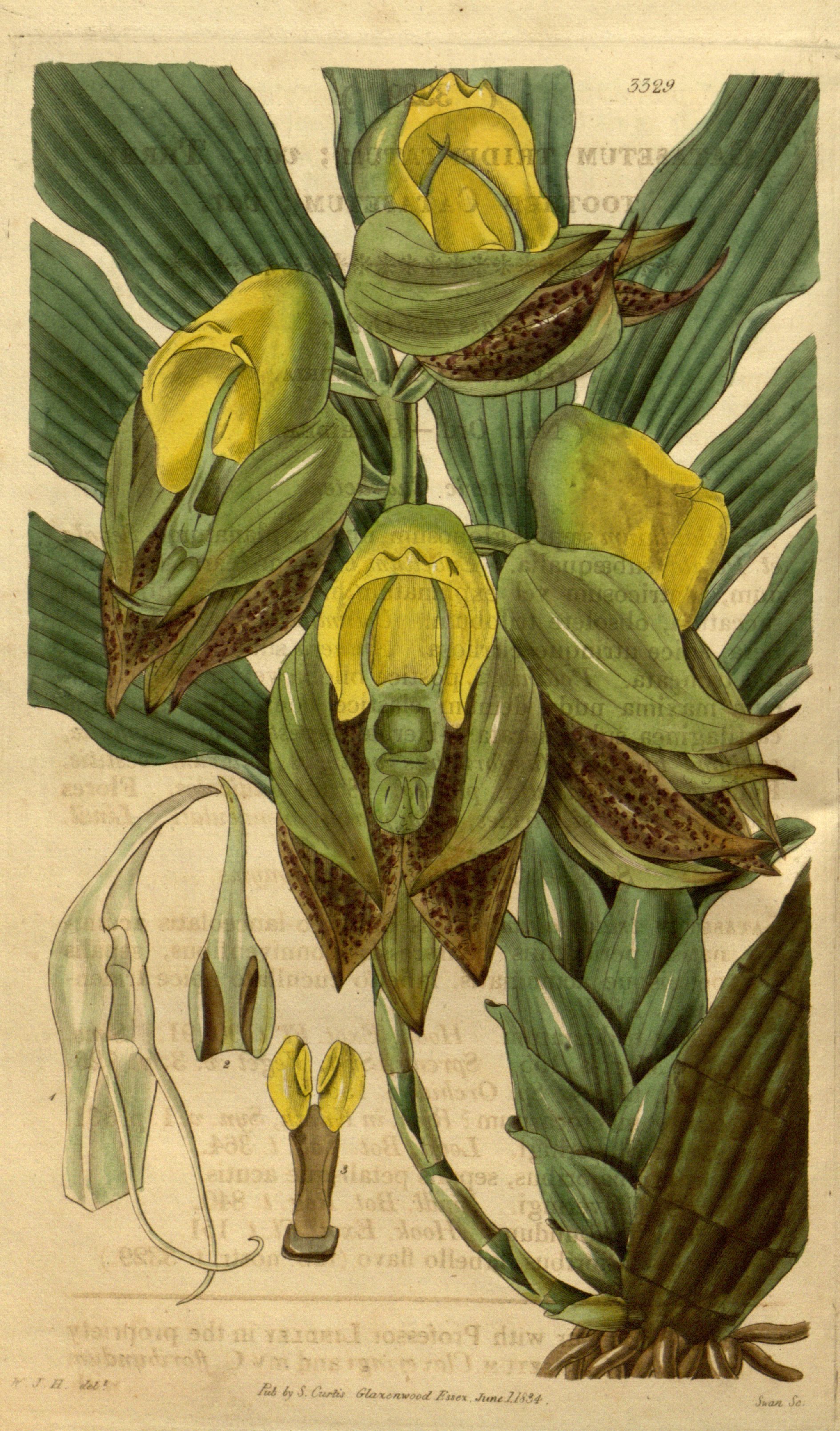
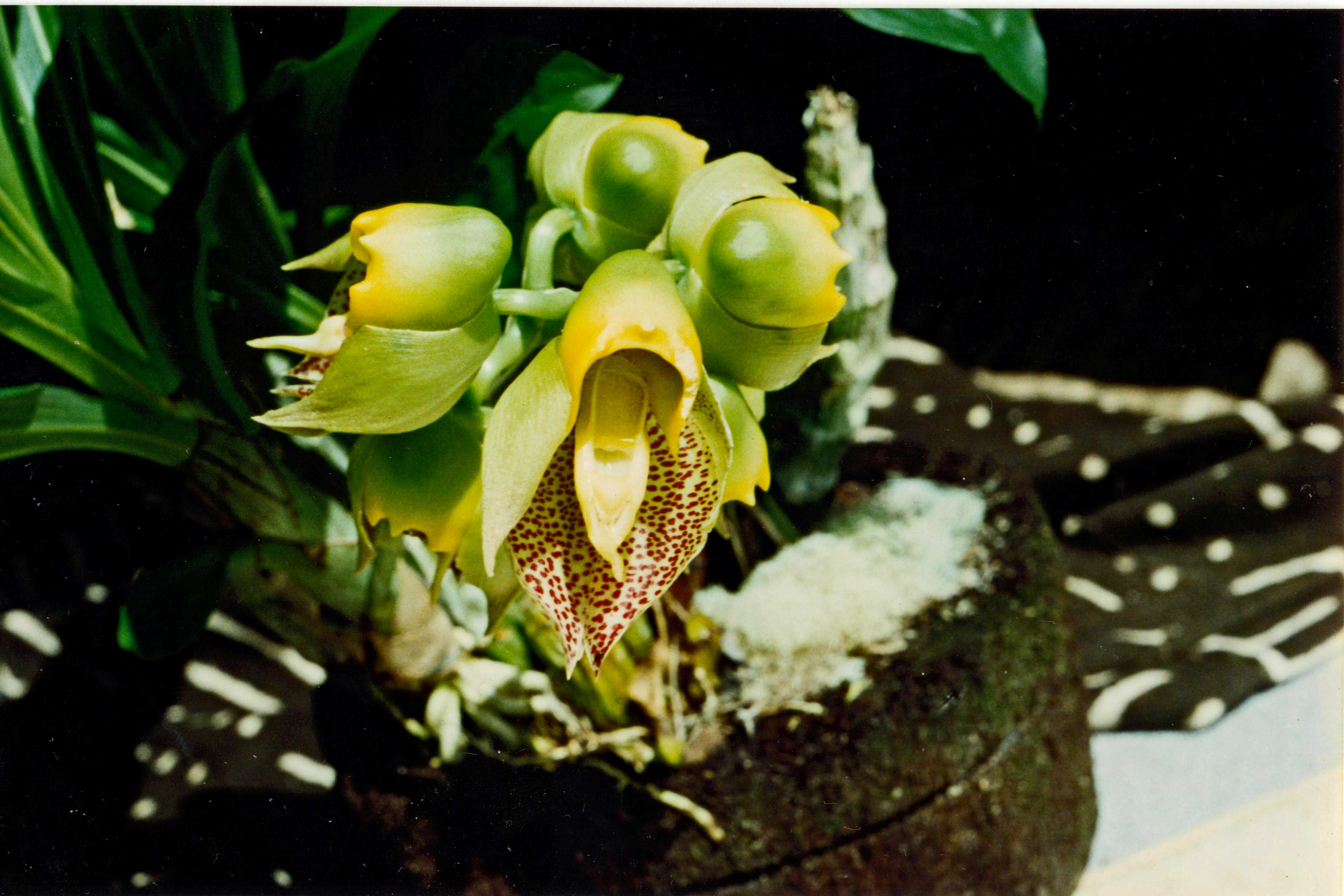
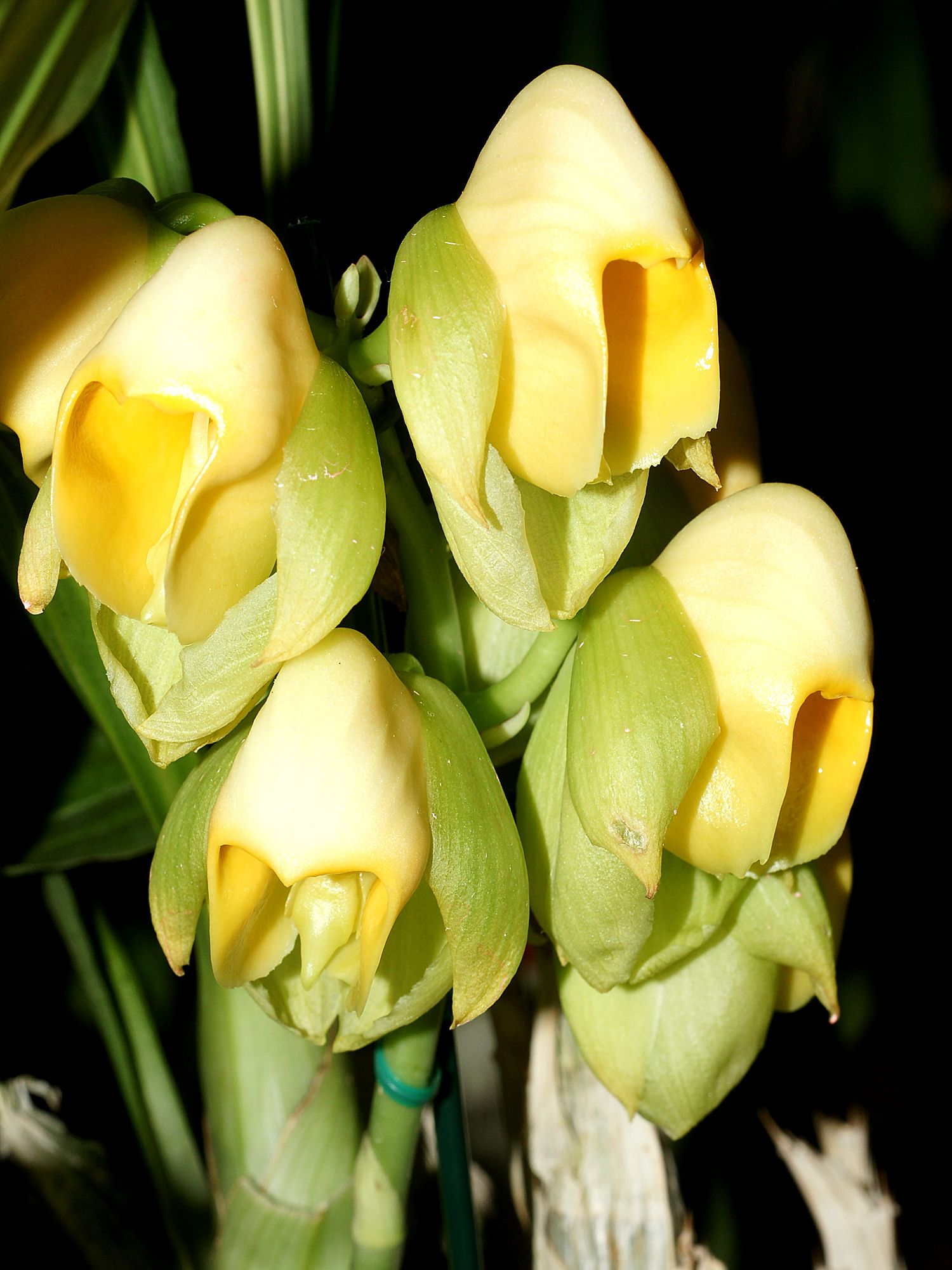